# Fröléen & Co
Fröléen & Co var ett svenskt bokförlag grundat 1880. Förlaget slogs samman med Ljus förlag 1912. Båda förlagen såldes sedan till Norstedts 1914. 1920 återupptog Fröléen sin verksamhet i firman AB Stockholmstryckeriet, som 1934 blev självständigt bolag under namnet Fröléen & Comp. AB. Firman försattes i konkurs 1970.